# ТЕС Ібрі
ТЕС Ібрі – теплова електростанція на півночі Оману, за три десятки кілометрів на північний захід від міста Ібрі. Споруджена за технологією комбінованого парогазового циклу.
У 2019-му на майданчику станції запустили в роботу два однотипні енергоблоки потужністю по 754 МВт. В кожному з них встановлено дві газові турбіни потужністю по 235 МВт, котрі через два котла-утилізатора живлять одну парову турбіну потужністю 284 МВт.
Як паливо станція використовує природний газ, постачений по трубопроводу Сайх-Равл – Фахуд – Сухар.
Видача продукції відбувається по ЛЕП, розрахованим на роботу під напругою 400 кВ та 220 кВ.
Проект реалізували через компанію Ad-Dhahirah Generating Company. Наразі її учасниками є японська Mitsui (50,1%, виступає оператором проекту), саудійська ACWA Power (44,9%) та місцева Dhofar International Development and Investment Holding SAOG (5%).